# Better Homes and Gardens
Better Homes and Gardens è una rivista statunitense fondata nel 1922.
La rivista viene considerata una delle sette sorelle (Seven Sisters), le altre sono: Ladies' Home Journal, McCall's, Good Housekeeping, Family Circle, Woman's Day e Redbook.

## Storia
Fondata da Edwin Meredith nel 1922, si diffuse sino ad essere una delle riviste più seguite, l'edizione australiana iniziò ad essere pubblicata da luglio 1978, sotto licenza dalla Pacific Magazines.
Fra i direttori della rivista ci furono:
- Chesla Sherlock (1922-1927)
- Elmer T. Peterson (1927-1937)
- Frank W. McDonough (1938-1950)
- J. E. Ratner (1950-1952)
- Hugh Curtis (1952-1960)
- Bert Dieter (1960-1967)
- James A. Riggs (1967-1970)
- James Autry (1970-1979)
- Gordon Greer (1979-1983)
- David Jordan (1984-1993)
- Jean LemMon (1993-2001)
- Karol DeWulf Nickell (2001-2006)
- Gayle Butler (2006-)